# Colette Codaccioni
Colette Codaccioni, née Roussez le 11 juin 1942 à Winnezeele (Nord), est une femme politique française.

## Biographie
Après des études à la Faculté de médecine de Lille, elle devient sage-femme, travaille dans l'action sociale et entre en politique au RPR en 1981. Elle sera par la suite élue conseillère municipale RPR de Lille.

## Carrière
Élue conseillère générale du Nord en 1992, puis députée du Nord en 1993, après une première tentative infructueuse contre Pierre Mauroy en 1988, elle est nommée rapporteur des questions familiales à l'Assemblée nationale avant d'être nommée ministre le 19 juin 1995. C'est Jacques Richir, son suppléant qui la remplace à l'Assemblée Nationale.
Tête de liste aux élections municipales de 1995 à Faches-Thumesnil, elle recueille près de 49 % au second tour mais ne parvient à conquérir la mairie, conservée par le maire sortant, Jean-Claude Gosselin (PS).
Battue aux élections législatives de 1997 par Bernard Roman, adjoint au maire de Lille, elle prend la tête de la liste RPR pour le département du Nord aux élections régionales de 1998 et est élue conseillère régionale du Nord-Pas-de-Calais. Elle conservera ce mandat jusqu'en mars 2004, date à laquelle elle se retire de la vie politique.

## Fonction gouvernementale
Ministre de la Solidarité entre les générations du premier gouvernement Juppé (du 17 mai 1995 au 7 novembre 1995).

## Distinctions
- Officière de la Légion d'honneur en 2009, chevalière en 1998[1].